# Jolui
Jolui (ruso, Хо́луй) es un pueblo (selo) en el distrito de Yuzhski del óblast de Ivánovo, Rusia, situado al suroeste de Puchezh a unos 71 km desde la estación ferroviaria de Shuya. La población, según el censo ruso de 2002 era de 1.031 habitantes; eran 1.299 en el censo de 1989. Jolui tuvo un estatus de asentamiento urbano hasta 2004, cueando fue degrada a pueblo (selo).
Jolui se encuentra en las orillas del río Teza, un afluente del río Kliazma. Su economía se basa en la producción textil, costura, silvicultura, carpintería, alimentos horneados, agricultura y artesanía artística. La región de Jolui de especialidad en la esfera artística gira en torno a la pintura de cajas laqueadas, hecha con papel maché (miniatura de Jolui). 
Una leyenda rusa afirma que era la sede de pintores de iconos incluso antes de las invasiones mongolas. Al menos desde el siglo XVII, Jolui ha sido productor de cajas laqueadas, placas y otros objetos pintados por las que es famosa esta región de Rusia. Tras la revolución de octubre, la pintura de iconos perdió popularidad e incluso peligrosa. Sin embargo, los pintores de Jolui siguieron pintando, esta vez en secreto, dando a la región una especie de legitimación en el mundo cultural y artístico.
El estilo de la pintura de iconos en Jolui es particular de esta ciudad, y difiere distintivamente del más conocido estilo de pintura de Palej. Los iconógrafos en Jolui usan un gran número de tonos verdes, en oposición al estilo de usar principalmente colores rojizos, como es tradicional en Palej.